# Tribelos subatrum
Tribelos subatrum är en tvåvingeart som beskrevs av Grodhaus 1987. Tribelos subatrum ingår i släktet Tribelos och familjen fjädermyggor.
Artens utbredningsområde är Kalifornien. Inga underarter finns listade i Catalogue of Life.